# Stara Talalajiwka
Stara Talalajiwka (ukrainisch Стара Талалаївка; russisch Старая Талалаевка Staraja Talalajewka, bis 2016 Syltschenkowe) ist ein Dorf im Südosten der ukrainischen Oblast Tschernihiw mit etwa 800 Einwohnern (2001).

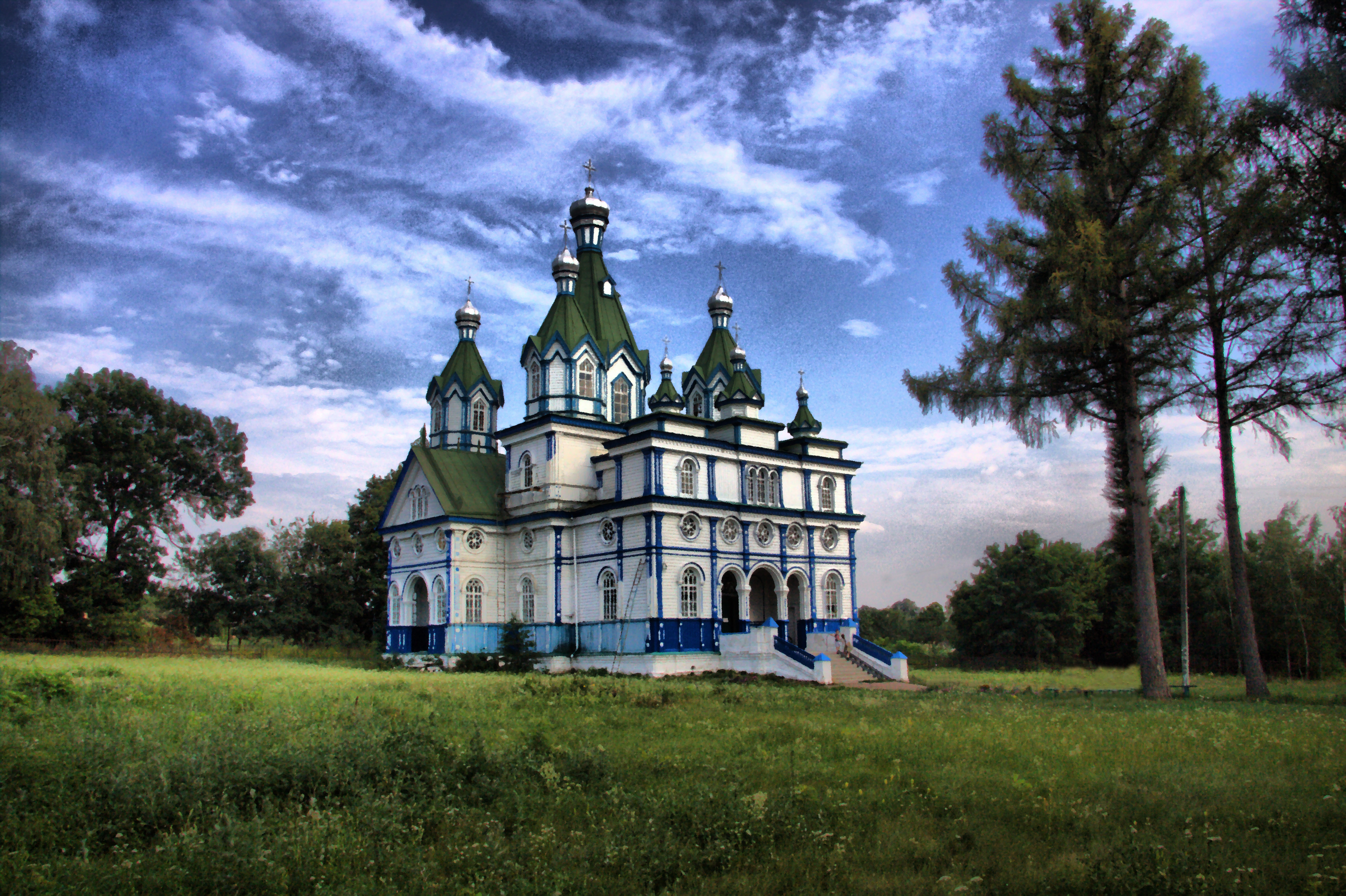
Mariä-Himmelfahrt-Kirche im Dorf

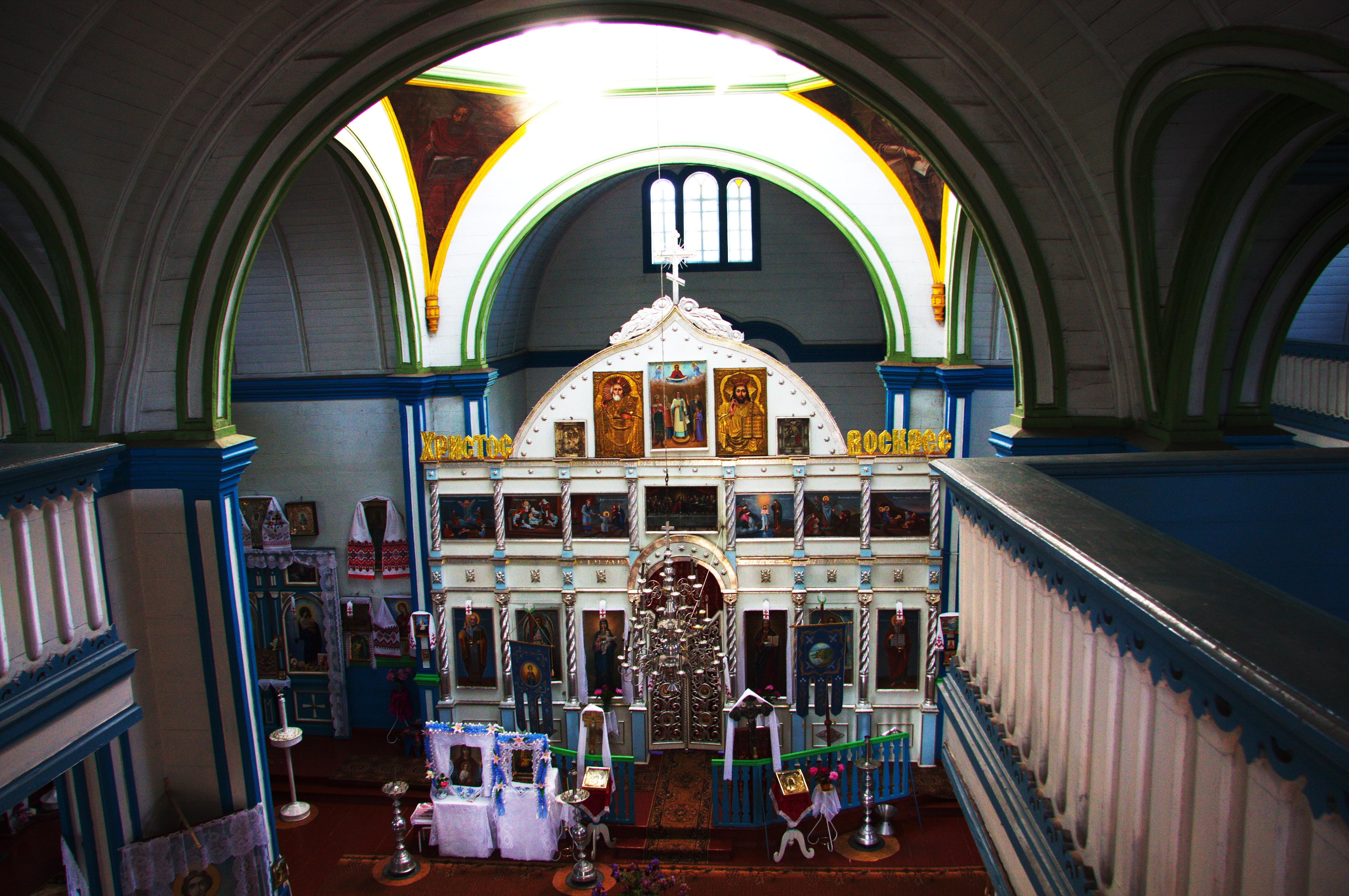
Innenansicht der Kirche

## Geschichte
Das erstmals 1629 schriftlich erwähnte Dorf hieß bis 1921 Talalajiwka und wurde dann in Syltschenkowe (Сильченкове) umbenannt. 2016 erhielt das Dorf im Rahmen der Dekommunisierung in der Ukraine seinen heutigen Namen.
Im Dorf befindet sich die denkmalgeschützte Holzkirche Mariä-Himmelfahrt vom Ende des 19. – Anfang des 20. Jahrhunderts.
1973 betrug die Einwohnerzahl des Dorfes 1697 Einwohner, die bis zur Volkszählung 2001 auf 805 Einwohner sank.

## Geografie
Die Ortschaft liegt am Ufer der Ruda (ukr. Руда), einem 40 km langen, linken Nebenfluss des Perewid (ukr. Перевід; Flusssystem Udaj), 7 km südlich vom ehemaligen Rajonzentrum Talalajiwka und etwa 210 km südöstlich vom Oblastzentrum Tschernihiw.
Zwei Kilometer östlich vom Dorf verläuft die Territorialstraße T–25–15.
Am 12. Juni 2020 wurde das Dorf ein Teil der Siedlungsgemeinde Talalajiwka, bis dahin bildete es zusammen mit dem Dorf Slobidka (Слобідка) sowie der Ansiedlung Osnowa (Основа) die gleichnamige Landratsgemeinde Stara Talalajiwka (Староталалаївська сільська рада/Starotalalajiwska silska rada) im Osten des Rajons Talalajiwka.
Am 17. Juli 2020 kam es im Zuge einer großen Rajonsreform zum Anschluss des Rajonsgebietes an den Rajon Pryluky.

## Persönlichkeiten
- Iwan Kawaleridse (1887–1978), Bildhauer, Filmemacher, Filmregisseur, Dramatiker und Drehbuchautor, verbrachte hier seine Kindheit